# Tmarus locketi
Tmarus locketi es una especie de araña cangrejo del género Tmarus, familia Thomisidae.

## Distribución
Esta especie se encuentra en África Occidental y Central.